# Квинт Опимий (консул 154 пр.н.е.)
Вижте пояснителната страница за други личности с името Опимий.
Квинт Опимий (на латински: Quintus Opimius) e политик на Римската република през 2 век пр.н.е. Той е баща на Луций Опимий (консул 121 пр.н.е.).
През 154 пр.н.е. Квинт Опимий е избран за консул заедно с Луций Постумий Албин. Той води война против лигурските племена оксиби и декиати, които атакували Масалия. След победата получава триумф.
Поетът Гай Луцилий го описва като formosus homo et famosus и Цицерон като adolescentulus male audisset.